# Chapelle Saint-Hervé de Gourin
La chapelle Saint-Hervé est située sur le territoire de la commune de Gourin dans le Morbihan, et plus précisément au nord-est du bourg au lieu-dit Saint Hervé . La chapelle occupe le milieu d'un vaste placître.

## Historique
La chapelle fait l'objet d'un classement au titre des monuments historiques par arrêté du 26 décembre 1922 . Elle a été édifiée par les abbés de Langonnet. Les travaux ont été commencés par Henri de Kergoët (de 1447 à 1482) poursuivis par Vincent de Kergoët (de 1482 à 1510) et achevés par Yves de Bouteville (de 1518 à 1536) .
Les Fêtes de la Saint-Hervé, très fréquentées, se déroulaient au début du XXe siècle sur quatre jours, et parfois même cinq jours.

## Description
Les portails, les contreforts et les fenêtres sont de style flamboyant, ainsi que la tour carrée, percée de baies, sur laquelle se dresse la flèche aux rampants décorés de crosses. Au sommet des piliers de la chambre des cloches des animaux tiennent une banderole appelée un phylactère. Sur un contrefort situé à gauche du portail se trouve un personnage avec une pose grotesque et, de l'autre côté du portail, se trouve une niche ornée qui a perdu sa statue. Sur la façade principale, côté ouest, se trouve un petit clocher ajouré couronnant le pignon. La porte principale, située en dessous du clocher, est flanquée de petits pinacles et surmontée d'une accolade à fleurons. Des crochets décorent tous les rampants des pignons et les contreforts de la façade principale comportent des niches. La sacristie a été ajoutée en 1698.
L'intérieur est entièrement voûté en bois : les entraits ornés de têtes de crocodiles et les sablières sculptées de motifs végétaux, d'animaux fantastiques, de têtes grimaçantes entourant l'écusson des Boutteville. Le maître-autel est du XVIIIe siècle, le retable du XIXe siècle et les deux petits autels en granite du XVIe siècle
La fenêtre principale du chevet s'orne d'une verrière du XVIe siècle représentant saint Yves tenant une crosse abbatiale.

## Culte
Un grand pardon se déroule traditionnellement tous les ans le dernier dimanche de septembre. Saint Hervé était autrefois invoqué pour préserver les troupeaux des loups qui infestaient les Montagnes Noires. On offrait des brebis et des poulets à Saint Hervé contre sa protection. Par la suite il fut invoqué pour la protection des chevaux, nombreux dans la région. Depuis 1955, il s'y déroule le pardon des sonneurs.

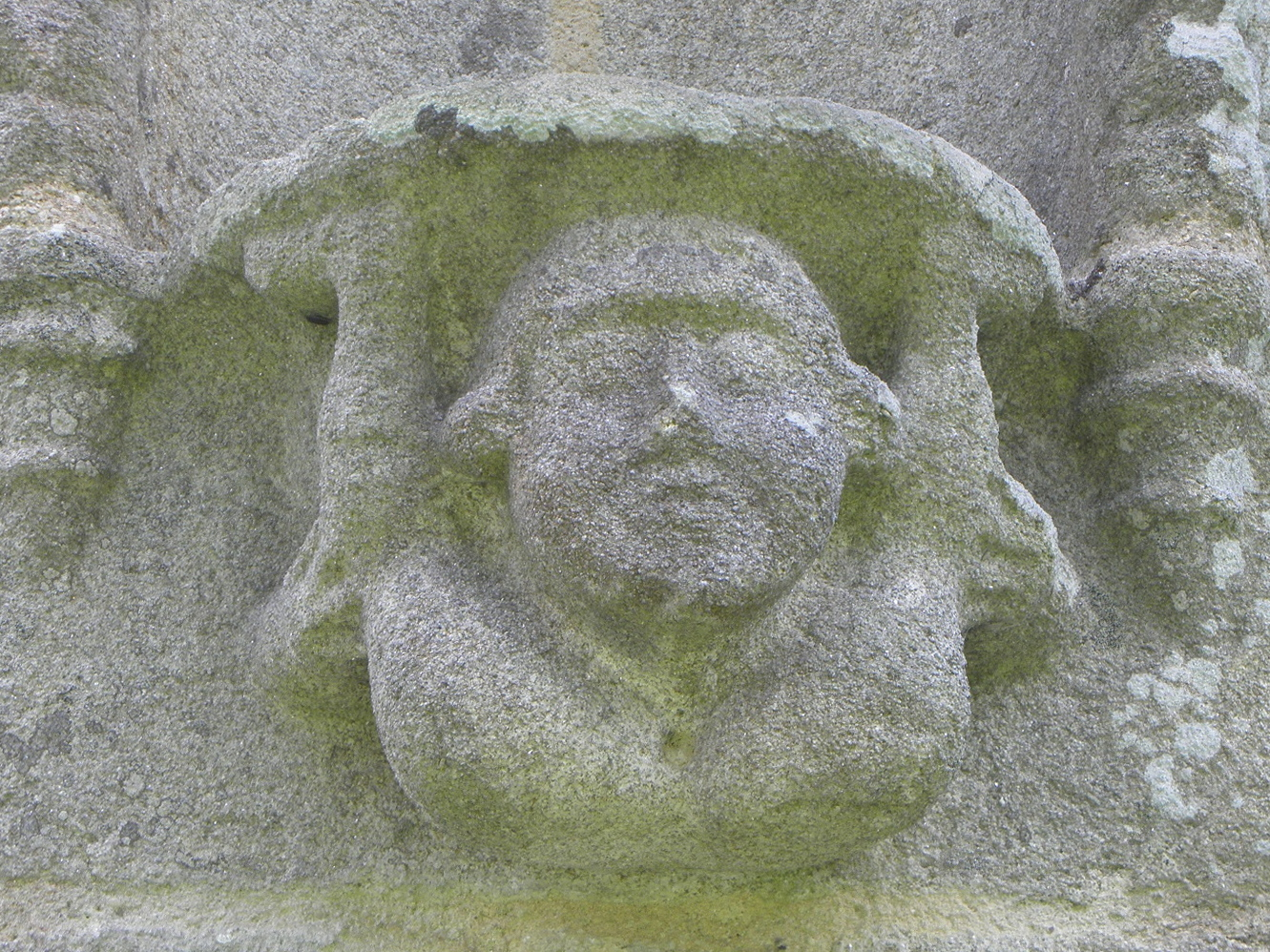
Culot du contrefort nord de la niche de façade occidentale de l'édifice.
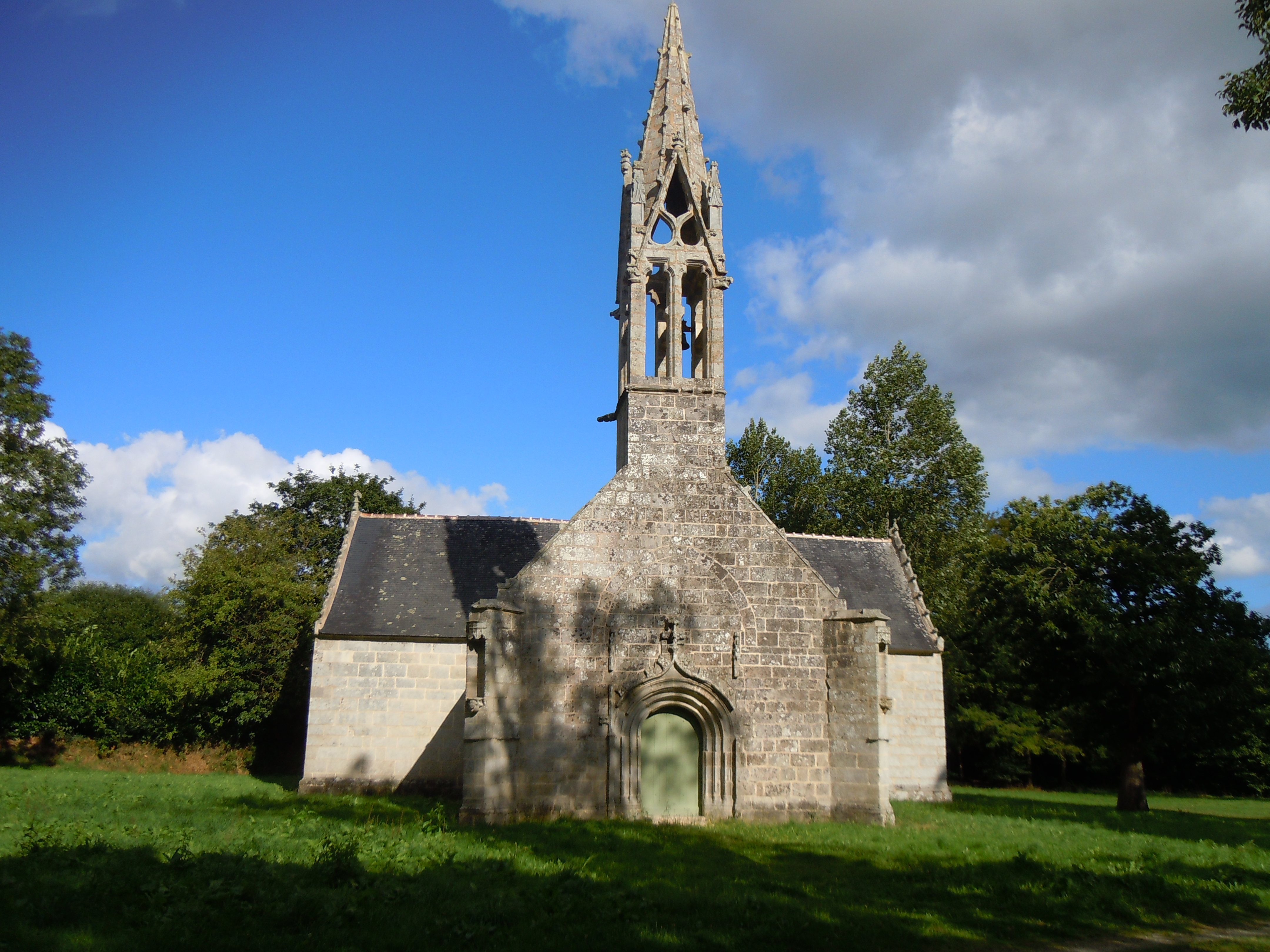
Façade occidentale de la chapelle.
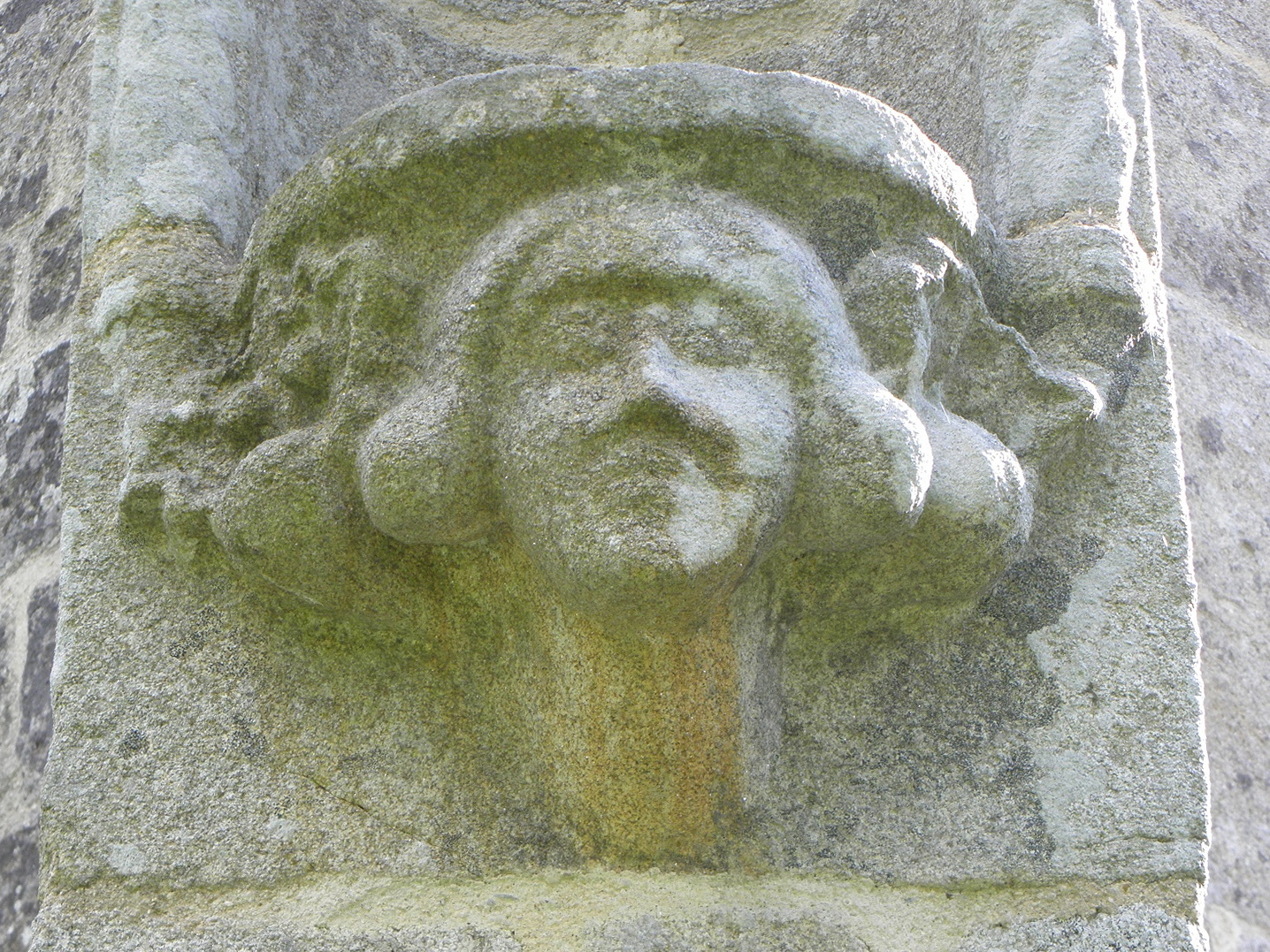
Culot du contrefort sud de la niche de la façade occidentale de l'édifice.
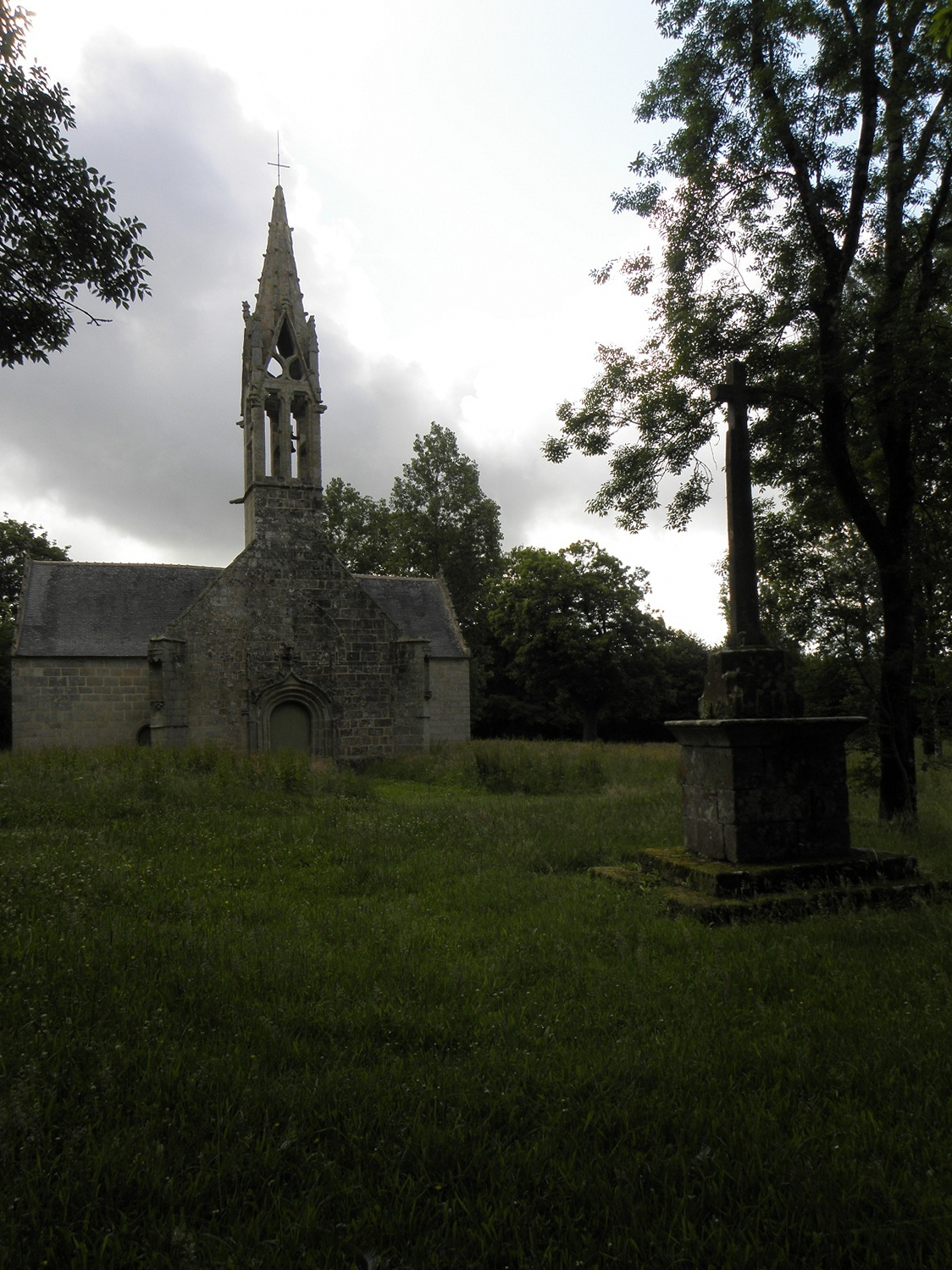
Chapelle Saint-Hervé : façade occidentale et le calvaire.
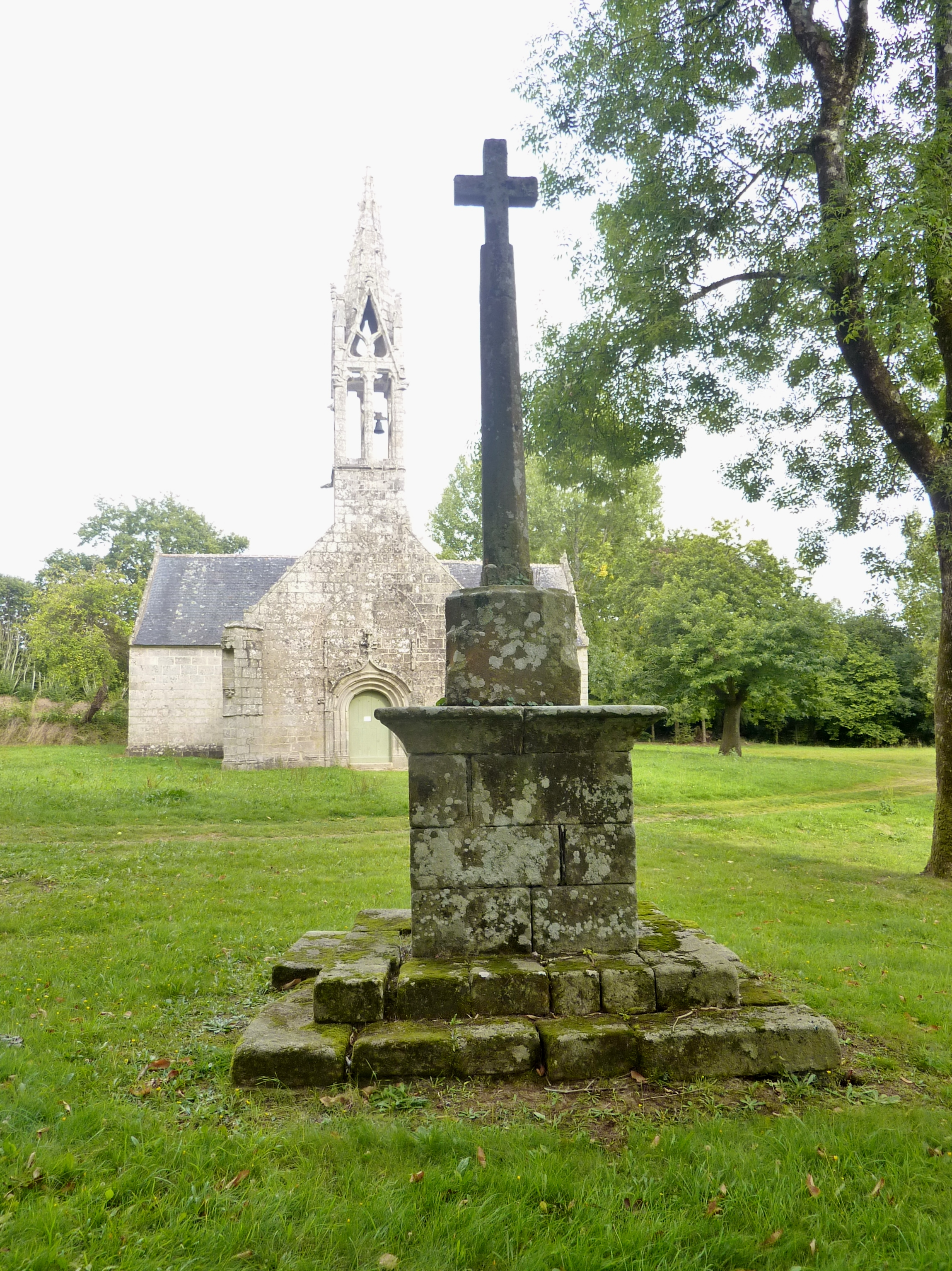
Chapelle Saint-Hervé, la croix devant la chapelle.
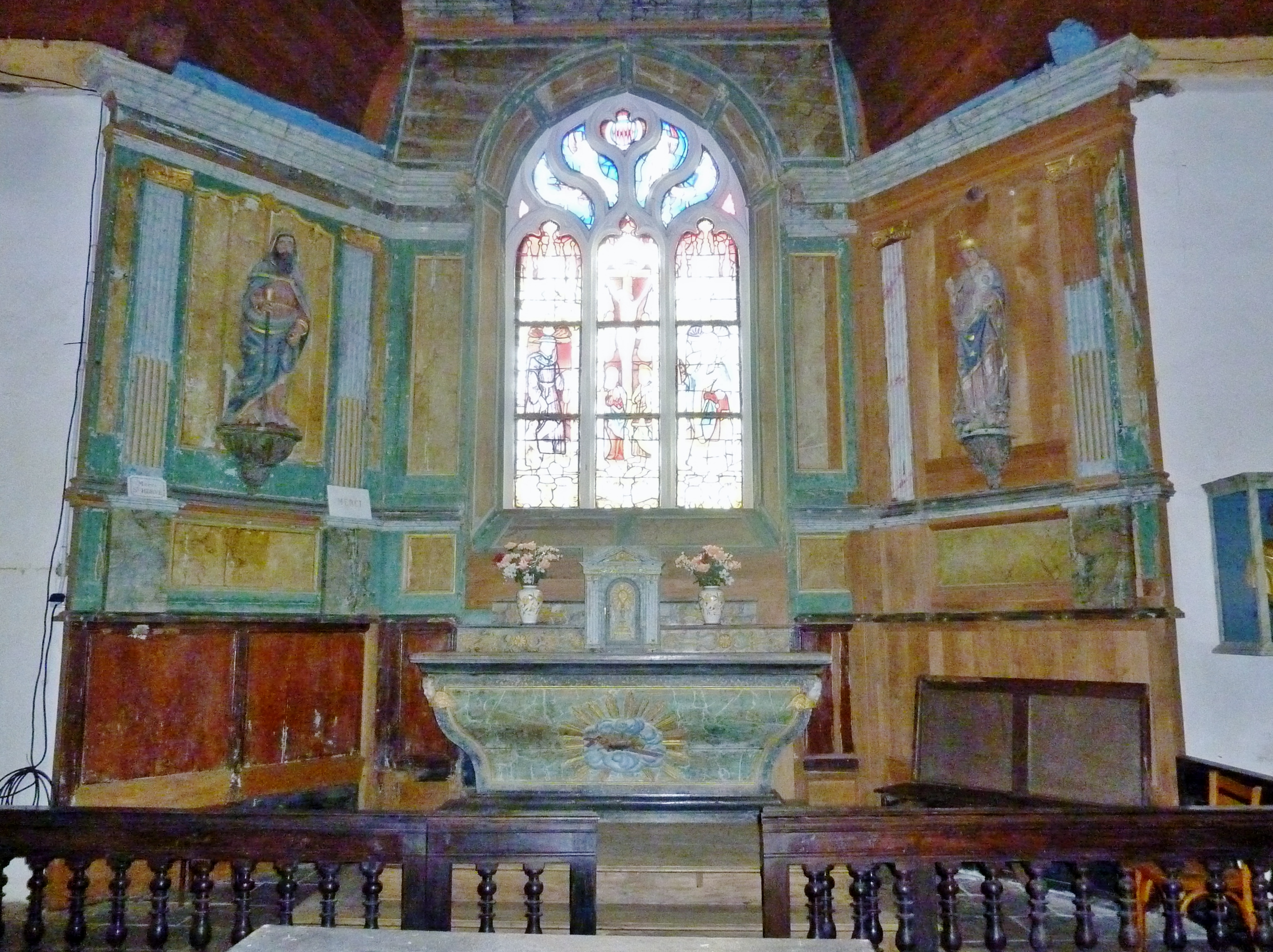
Chapelle Saint-Hervé : le maître-autel.
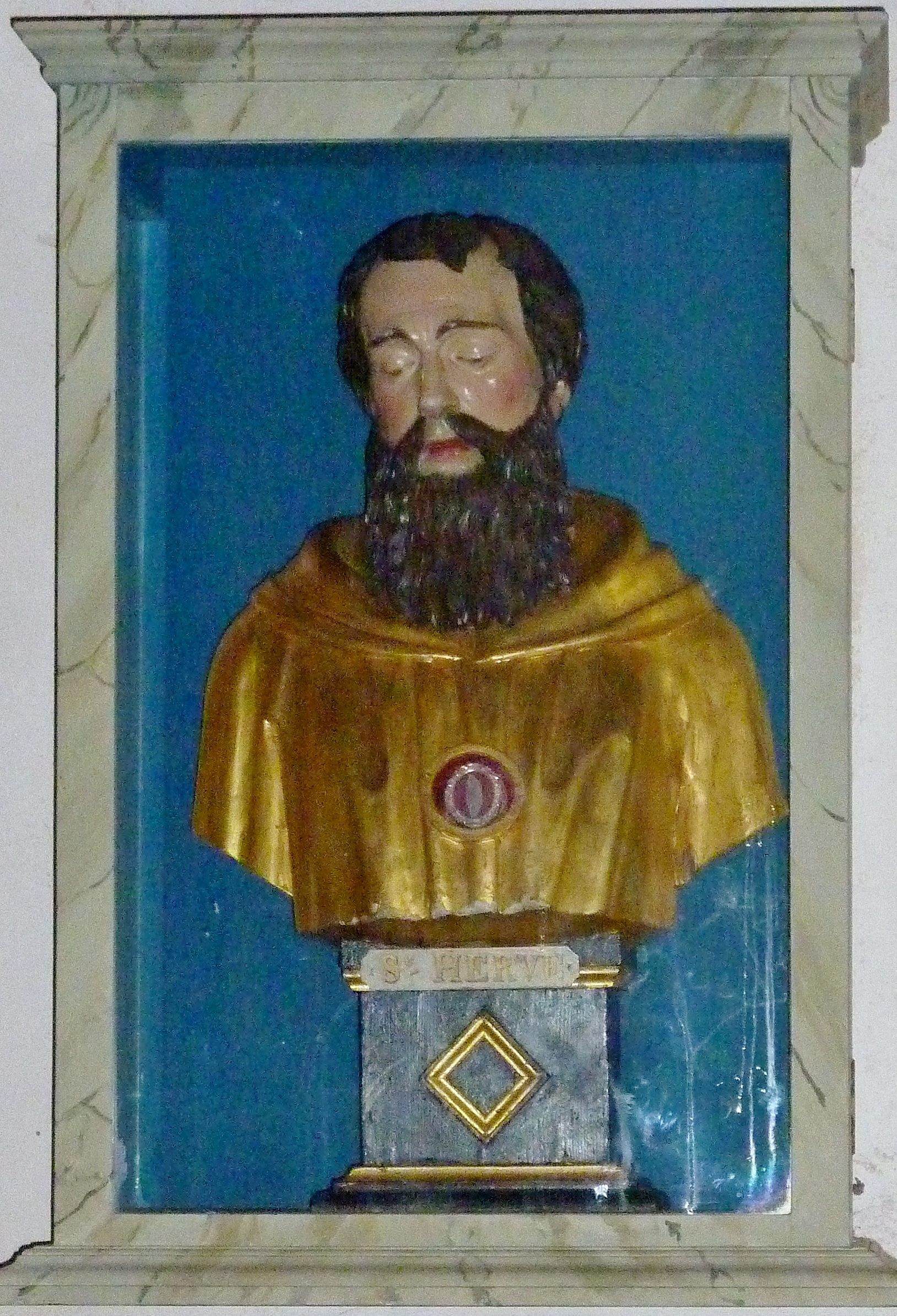
Chapelle Saint-Hervé : buste de saint Hervé.
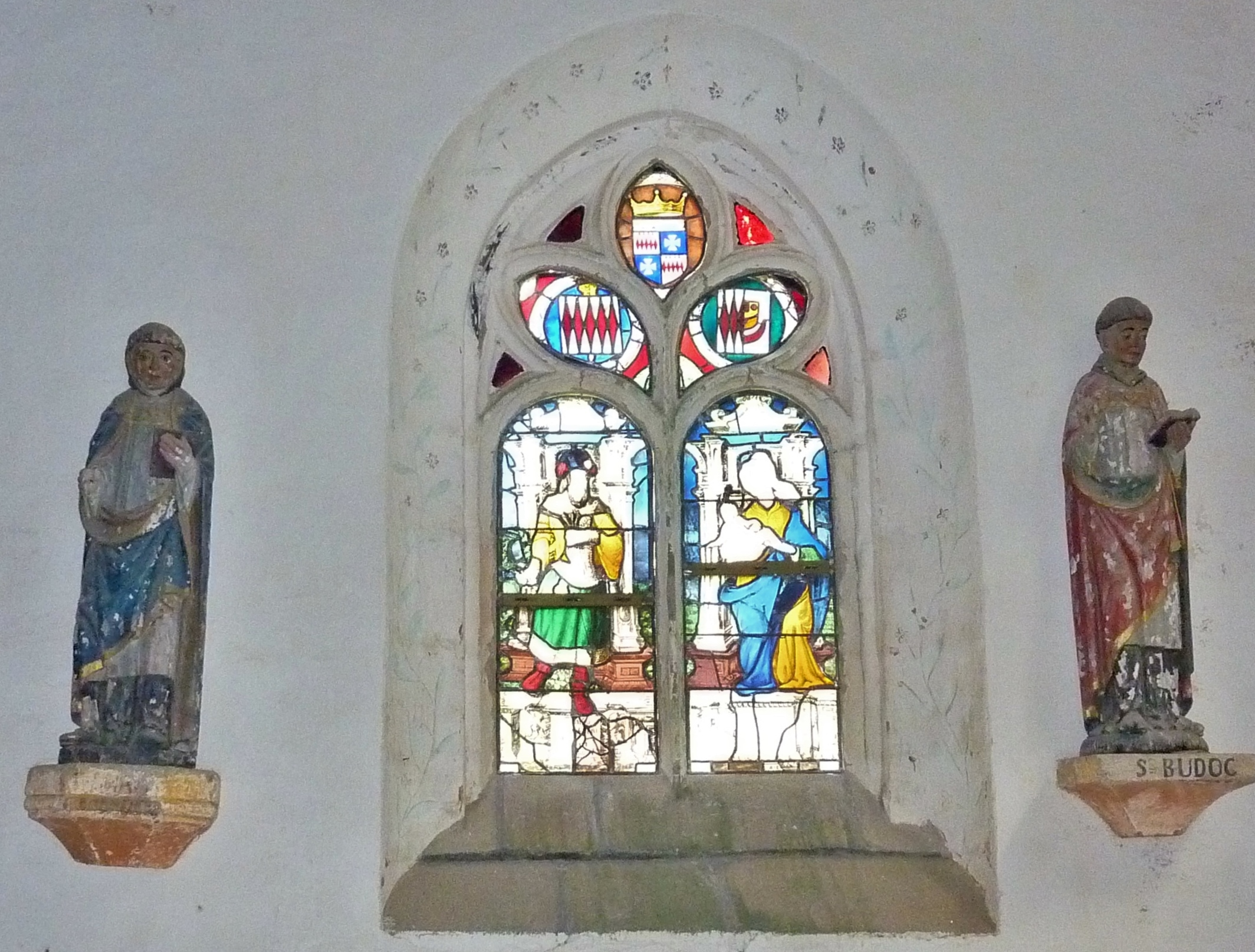
Chapelle Saint-Hervé, deux statues (dont celle de saint Budoc) de part et d'autre d'un vitrail.